# 大吴风草
大吴风草 (山菊)（学名：Farfugium japonicum）为菊科大吴风草属的植物。分布在日本、韓國、台灣以及中国大陆的湖北、湖南、广东、福建、广西等地。常生於山谷、林下和草丛。
其种加词“japonicum”意为“日本的”。

## 型態
具粗壯的走莖。花莖高30-70 cm，莖上具鱗片狀葉，被綿毛或近無毛。
基生葉厚，腎形，徑4-15 x 12–20 cm，下表面無毛或被蛛絲狀毛。
頭花多數，直徑4-6 cm，總梗長1.5–7 cm。外圍較顯眼的是舌狀花，花冠黃色，為雌性花，長 3–4 cm。中心的管狀花為較深的黃色，為雙性花，長約 1 cm。
瘦果深褐色，圓柱狀，5-6.5 mm長。冠毛長8-11 mm，白色剛毛狀，不等長。

## 别名
山菊（台灣）、八角乌、活血莲、金缽盂、独角莲、一叶莲、大马蹄香、大马蹄、铁冬苋、马蹄当归（湖北、湖南、福建）。

## 异名
- Farfugium japonicum (L.) Kitam. var. formosanum (Hayata) Kitamura

臺灣山菊，基生葉葉緣鋸齒狀，通常具7-9齒。《臺灣植物誌》第一版中描述為一變種。《中國植物誌》則認為本種葉緣從近全緣、小尖齒、缺刻狀齒、棱角狀至掌狀淺裂，其間並無間斷。以邊緣棱角狀或掌狀淺裂作為劃分種下等級之標準並不合適，故合併此變種。《臺灣植物誌》第二版中的描述仍維持了其變種的分類地位。
若依照《臺灣植物誌》之分法，山菊(F. japonicum var. japonicum)在台灣僅分布於綠島及蘭嶼。

## 栽培
以種子繁殖為主，亦可使用分株法繁殖。喜暖溼環境，水分供應需充足，避免陽光直射。耐貧瘠，少量施肥即可。
本種在美國被作為景觀植物種植，常栽植於較陰暗處。其一變種F. japonicum var. giganteum具有巨大的葉片。另有許多栽培品種，具有特點如：亮綠色葉片、白或黃色斑點、圓形與腎形葉片、波浪與鋸齒狀葉緣等。栽培種'Aureomaculatum'曾獲得英國皇家園藝學會（The Royal Horticultural Society，RHS）的庭園表現優異獎（Award of Garden Merit，AGM）。